# Lycoteuthis lorigera
Lycoteuthis lorigera är en bläckfiskart som först beskrevs av Japetus Steenstrup 1875.  Lycoteuthis lorigera ingår i släktet Lycoteuthis och familjen Lycoteuthidae. Inga underarter finns listade i Catalogue of Life.

## Bildgalleri

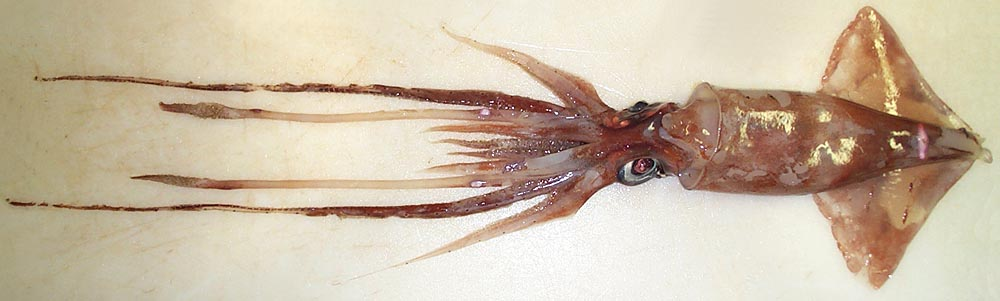
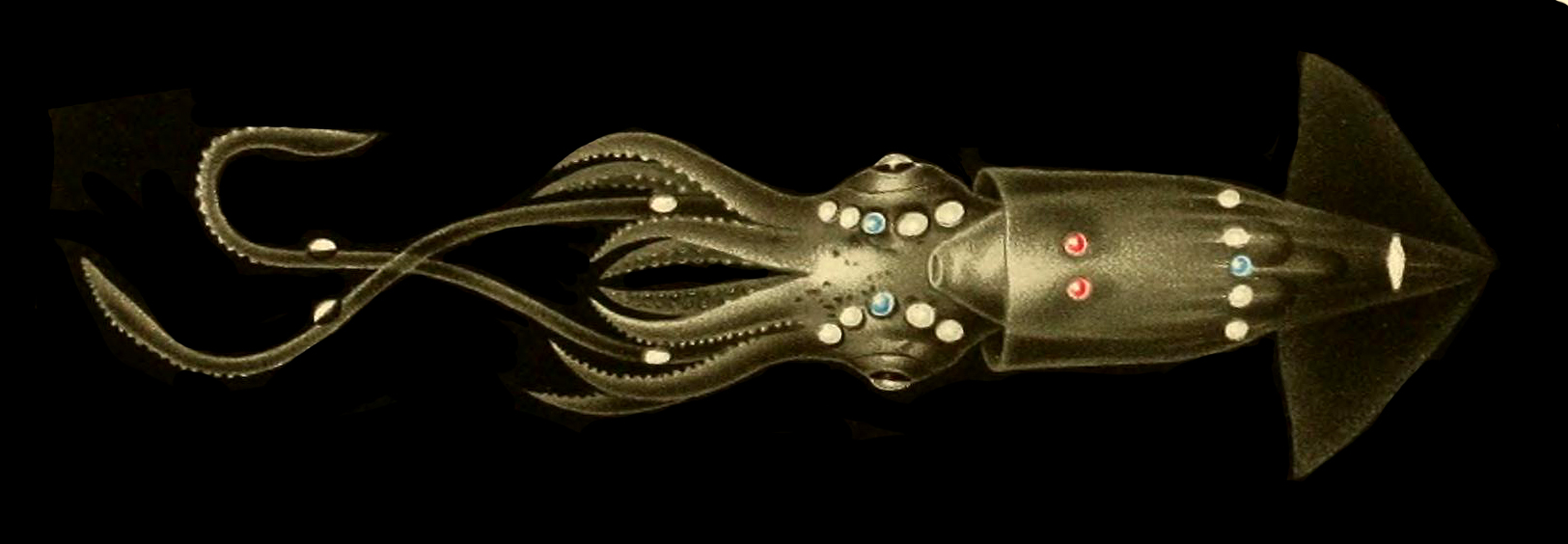
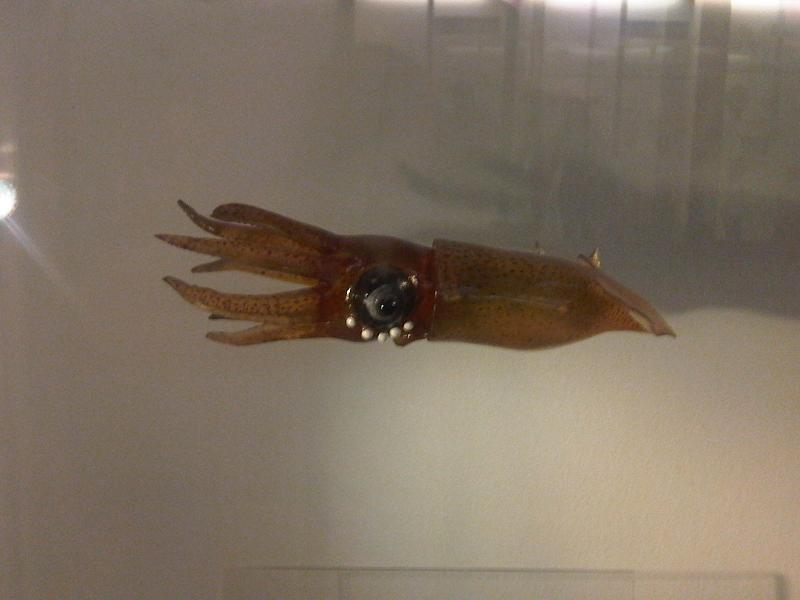